# Шпицкопф
Шпицкопф — вершина в Вогезах, 1290 м в высоту, в 1 км южнее Онека.
Для альпинистов открыты два хребта Шпицкопфа: восточный и северный. Восточный предлагает безопасный подъём на 700 м, в то время как северный достигает 50°-60° крутизны.